# Ganadahosur, Pandavapura
Ganadahosur là một làng thuộc tehsil Pandavapura, huyện Mandya, bang Karnataka, Ấn Độ.